# Derilissus vittiger
Derilissus vittiger är en fiskart som beskrevs av Fraser, 1970. Derilissus vittiger ingår i släktet Derilissus och familjen dubbelsugarfiskar. Inga underarter finns listade i Catalogue of Life.